# Wereldkampioenschap schaatsen allround vrouwen 1958
Het negentiende Wereldkampioenschap schaatsen allround voor vrouwen werd op 8 en 9 februari 1958 verreden op de Björkvallen ijsbaan van Kristinehamn, Zweden.
Er deed een recordaantal van zesentwintig deelneemsters uit tien landen (Zweden (4), Finland (4), de Sovjet-Unie (5), Noorwegen (1), Polen (4), de DDR (2), China (3), Japan (1), Nederland (1) en voor het eerst Australië (1) mee. Dertien rijdsters debuteerden deze editie. Rie Meijer was na Gonne Donker (1937/1938/1939) de tweede Nederlandse die op het WK uitkwam.
Ook dit kampioenschap werd over de kleine vierkamp, de 500m, 1500m, 1000m en 3000m, verreden.
Voor de tweede keer, eerder op het WK van 1956, veroverden de Sovjet-russinnen alle vijftien WK-medailles (3 klassements- en 12 afstandsmedailles). Inga Artamonova werd de derde rijdster die haar WK-titel prolongeerde, de Noorse Laila Schou Nilsen (1937, 1938) en haar landgenote Maria Isakova (1948, 1949, 1950) gingen haar voor. Tamara Rylova en Sofia Kondakova werden twee en drie.

## Afstandsmedailles
| Afstand | Goud ·          | Zilver ·                   | Brons ·      |
| ------- | --------------- | -------------------------- | ------------ |
| 500m    | Tamara Rylova   | Sofia Kondakova            | Rimma Belova |
| 1500m   | Inga Artamonova | Tamara Rylova              | Rimma Belova |
| 1000m   | Sofia Kondakova | Inga Artamonova            | Rimma Belova |
| 3000m   | Inga Artamonova | Tamara Rylova Rimma Belova | -            |

## Klassement
| Rang   | Schaatsster               | Land        | Punten  | 500m          | 1500m       | 1000m       | 3000m       |
| ------ | ------------------------- | ----------- | ------- | ------------- | ----------- | ----------- | ----------- |
| Goud   | Inga Artamonova           | Sovjet-Unie | 208,483 | 49,4 (5)      | 2.34,3 (1)  | 1.44,3 (2)  | 5.33,0 (1)  |
| Zilver | Tamara Rylova             | Sovjet-Unie | 209,766 | 47,6 (1)      | 2.37,3 (2)  | 1.45,2 (4)  | 5.42,8 (2)  |
| Brons  | Sofia Kondakova           | Sovjet-Unie | 210,800 | 48,0 (2)      | 2.39,2 (4)  | 1.43,3 (1)  | 5.48,5 (4)  |
| 4      | Rimma Belova              | Sovjet-Unie | 211,450 | 48,9 (3)      | 2.38,6 (3)  | 1.45,1 (3)  | 5.42,8 (2)  |
| 5      | Helena Pilejczyk          | Polen       | 217,067 | 50,3 (6)      | 2.43,7 (7)  | 1.46,3 (6)  | 5.54,3 (8)  |
| 6      | Helga Haase-Obschernitzki | DDR         | 217,184 | 50,7 (7)      | 2.42,5 (6)  | 1.46,3 (6)  | 5.55,0 (11) |
| 7      | Inge Görmer               | DDR         | 218,200 | 51,6 (11)     | 2.41,7 (5)  | 1.49,2 (9)  | 5.48,6 (5)  |
| 8      | Hatsue Takemizawa         | Japan       | 219,666 | 50,9 (8)      | 2.44,2 (8)  | 1.51,2 (12) | 5.50,6 (6)  |
| 9      | Sonja Ackermann           | Noorwegen   | 221,250 | 51,9 (12)     | 2.47,9 (13) | 1.48,5 (8)  | 5.54,8 (10) |
| 10     | Christina Scherling       | Zweden      | 221,483 | 51,0 (9)      | 2.46,3 (10) | 1.52,0 (17) | 5.54,3 (8)  |
| 11     | Iris Sihvonen             | Finland     | 221,716 | 49,2 (4)      | 2.44,2 (8)  | 1.53,6 (20) | 6.05,9 (15) |
| 12     | Anna Skrzetuska           | Polen       | 224,867 | 52,1 (14)     | 2.49,4 (14) | 1.50,8 (11) | 6.05,4 (14) |
| 13     | Rie Meijer                | Nederland   | 225,034 | 52,8 (15)     | 2.47,0 (12) | 1.53,3 (19) | 5.59,5 (12) |
| 14     | Hilkka Vahervuori         | Finland     | 226,833 | 53,4 (20)     | 2.50,8 (15) | 1.51,6 (14) | 6.04,2 (13) |
| 15     | Yang Yunxiang             | China       | 228,283 | 53,1 (18)     | 2.51,7 (16) | 1.53,9 (21) | 6.06,0 (16) |
| 16     | Galina Savintseva         | Sovjet-Unie | 228,466 | 1.01,6 * (25) | 2.46,3 (10) | 1.45,6 (5)  | 5.51,8 (7)  |
| NC17   | Christina Röden           | Zweden      | 163,683 | 51,2 (10)     | 2.52,9 (7)  | 1.49,7 (10) | -           |
| NC18   | Pirkko Tanskanen          | Finland     | 166,567 | 53,0 (16)     | 2.53,0 (18) | 1.51,8 (16) | -           |
| NC19   | Liu Fengrong              | China       | 167,183 | 53,2 (19)     | 2.54,4 (22) | 1.51,7 (15) | -           |
| NC20   | Kaija Mustonen            | Finland     | 167,333 | 53,4 (20)     | 2.55,0 (23) | 1.51,2 (12) | -           |
| NC21   | Lu Chengyou               | China       | 167,833 | 53,8 (22)     | 2.53,8 (19) | 1.52,2 (18) | -           |
| NC22   | Mieczyslawa Brymas        | Polen       | 168,483 | 53,0 (16)     | 2.54,1 (21) | 1.54,9 (22) | -           |
| NC23   | Gunnel Elfman             | Zweden      | 169,850 | 52,0 (13)     | 2.57,6 (25) | 1.57,3 (24) | -           |
| NC24   | Bozena Kalbarczyk         | Polen       | 172,783 | 53,9 (24)     | 2.58,6 (26) | 1.58,7 (25) | -           |
| NC25   | Jeannette Neil            | Australië   | 177,033 | 53,8 (22)     | 2.55,3 (24) | 2.09,6 (26) | -           |
| NC26   | Inger Sandin              | Zweden      | 180,333 | 1.04,2 * (26) | 2.53,8 (19) | 1.56,4 (23) | -           |

* = met val
NC = niet gekwalificeerd
NF = niet gefinisht
NS = niet gestart
DQ = gediskwalificeerd
Vet gezet = kampioenschapsrecord